# Португал-Коув-Саут
Португал-Коув-Саут (англ. Portugal Cove South) — містечко в Канаді, у провінції Ньюфаундленд і Лабрадор.

## Населення
За даними перепису 2016 року, містечко нараховувало 150 осіб, показавши скорочення на 6,3%, порівняно з 2011-м роком. Середня густина населення становила 131,5 осіб/км².
З офіційних мов обидвома одночасно не володів жоден з жителів, тільки англійською — 145.
Працездатне населення становило 63,4% усього населення, рівень безробіття — 42,3% (50% серед чоловіків та 42,9% серед жінок). 84,6% осіб були найманими працівниками, а 15,4% — самозайнятими.

## Клімат
Середня річна температура становить 5,5°C, середня максимальна – 18,5°C, а середня мінімальна – -8,4°C. Середня річна кількість опадів – 1 504 мм.
| Клімат поселення                              | Клімат поселення | Клімат поселення | Клімат поселення | Клімат поселення | Клімат поселення | Клімат поселення | Клімат поселення | Клімат поселення | Клімат поселення | Клімат поселення | Клімат поселення | Клімат поселення | Клімат поселення |
| Показник                                      | Січ.             | Лют.             | Бер.             | Квіт.            | Трав.            | Черв.            | Лип.             | Серп.            | Вер.             | Жовт.            | Лист.            | Груд.            |                  |
| Середній максимум, °C                         | 1,25             | 0,94             | 3,34             | 7,37             | 11,35            | 15,33            | 17,35            | 18,48            | 16,01            | 11,41            | 7,17             | 2,76             |                  |
| Середня температура, °C                       | −3,39            | −3,71            | −1,32            | 2,71             | 6,70             | 10,69            | 14,20            | 15,35            | 12,86            | 8,27             | 4,04             | −0,38            |                  |
| Середній мінімум, °C                          | −8,04            | −8,35            | −5,97            | −1,93            | 2,05             | 6,03             | 11,06            | 12,19            | 9,73             | 5,14             | 0,88             | −3,52            |                  |
| Норма опадів, мм                              | 144              | 121              | 126              | 120              | 110              | 113              | 112              | 111              | 124              | 137              | 147              | 139              |                  |
| Середньомісячна швидкість вітру, м/с          | 8.98             | 7.86             | 7.38             | 6.80             | 5.98             | 5.46             | 5.24             | 5.38             | 6.08             | 7.10             | 7.92             | 8.68             |                  |
| Середньомісячна сонячна радіація, кДж/м²·день | 4055             | 6762             | 10672            | 14015            | 17175            | 19090            | 18933            | 16279            | 12349            | 7455             | 4340             | 3242             |                  |
| --------------------------------------------- | ---------------- | ---------------- | ---------------- | ---------------- | ---------------- | ---------------- | ---------------- | ---------------- | ---------------- | ---------------- | ---------------- | ---------------- | ---------------- |
| Джерело:                                      |                  |                  |                  |                  |                  |                  |                  |                  |                  |                  |                  |                  |                  |